# Sisley Loubet
Sisley Loubet  est une danseuse et chorégraphe français originaire de Cayenne en Guyane.

## Biographie
Originaire de Cayenne, en Guyane, elle obtient en 2007 une bourse lui permettant d'intégrer l'Alvin Ailey School à New York et rejoint la même année la compagnie Opus Dance Theatre.
Elle a déjà travaillé avec des artistes internationaux comme Rihanna, Mary J Blige, P.Diddy, Katy Perry, Ellie Goulding ou encore Beyoncé et bien d'autres.